# Temporada 2025 del Campeonato Brasileño de Superbikes
La temporada 2025 del Campeonato Brasileño de Superbikes es la 16.ª edición del Campeonato Brasileño de Superbikes desde que este iniciara en 2010.
El "Campeonato Brasileño de Superbikes" es la principal categoría de motociclismo en Brasil junto con Campeonato Brasileño de Moto 1000 GP. Fue creado en 2010. y ha sido gestionado desde su fundación por la empresa de Bruno Corano.
Una superbike (abreviado a menudo como SBK) es un tipo de motocicleta que se utiliza en competiciones de motociclismo de velocidad, entre ellas el Campeonato Mundial de Superbikes y el Campeonato Mundial de Motociclismo de Resistencia. A diferencia de las motocicletas usadas en el Campeonato Mundial de Motociclismo, las superbikes deben ser modelos derivados de los de serie. Esto las hace menos costosas de desarrollar y mantener, por lo cual varios campeonatos nacionales de motociclismo de velocidad se disputan con ellas.
Para que las marcas de motocicletas puedan usar sus motocicletas en los campeonatos, deben primero homologarlas y vender una cierta cantidad de unidades al público. Según el campeonato, se permite la modificación de suspensiones, frenos y ruedas. Los motores son de alta cilindrada: entre 850 y 1200 cc para motores bicilíndricos, y entre 750 y 1000 cc para los de cuatro cilindros. Hasta mediados de la década de 1990, también se permitieron motores de dos tiempos en lugar de cuatro tiempos, en este caso de hasta 500 cc de cilindrada.

## Calendario
| Ronda | Fecha            | Gran Premio                   | Circuito                                          | Ciudad           | Horário | Info  |
| ----- | ---------------- | ----------------------------- | ------------------------------------------------- | ---------------- | ------- | ----- |
| 1     | 23 de febrero    | Grande Prêmio de São Paulo    | Autódromo Internacional de Interlagos             | São Paulo, SP    | 08h00   | [ 1 ] |
| 2     | 16 de marzo      | Grande Prêmio de Cascavel     | Autódromo Internacional de Cascavel - Zilmar Beux | Cascavel, PR     | 08h00   | [ 2 ] |
| 3     | 13 de abril      | Grande Prêmio de Campo Grande | Autódromo Internacional Orlando Moura             | Campo Grande, MS | 08h00   | [ 3 ] |
| 4     | 25 de mayo       | Grande Prêmio Suhai           | Autódromo Internacional de Interlagos             | São Paulo, SP    | 08h00   | [ 4 ] |
| 5     | 6 de julio       | Grande Prêmio de Londrina     | Autódromo Internacional Ayrton Senna              | Londrina, PR     | 08h00   | [ 5 ] |
| 6     | 21 de septiembre | Grande Prêmio Petrobrás       | Autódromo Internacional Ayrton Senna              | Londrina, PR     | 08h00   | [ 6 ] |
| 7     | 19 de octubre    | Grande Prêmio do Paraná       | Autódromo Internacional de Cascavel - Zilmar Beux | Cascavel, PR     | 08h00   | [ 7 ] |
| 8     | 23 de noviembre  | Grande Prêmio de Interlagos   | Autódromo Internacional de Interlagos             | São Paulo, SP    | 08h00   | [ 8 ] |

## Equipos y pilotos

### Superbike
| Equipe              | Construtor | Moto                  | Pneu | N.° | Nome do piloto            | Rodada |
| ------------------- | ---------- | --------------------- | ---- | --- | ------------------------- | ------ |
| Tem Brasil          | BMW        | BMW S1000-RR          | P    | 83  | Meikon Kawakami           | Todas  |
| Racer X             | BMW        | BMW S1000-RR          | P    | 22  | Ricardo de Camargo "Rica" | Todas  |
| Racer X             | BMW        | BMW S1000-RR          | P    | 63  | Juliano Ferrante          | Todas  |
| Racer X             | Kawasaki   | Kawasaki Ninja ZX-10R | P    | 87  | Ton Kawakami KAWA         | Todas  |
| Racer X             | BMW        | BMW S1000-RR          | P    | 177 | Marcelo Skaf              | Todas  |
| TEXX PSBK Racing    | BMW        | BMW S1000-RR          | P    | 30  | Felipe Gonçalves          | Todas  |
| TEXX PSBK Racing    | BMW        | BMW S1000-RR          | P    | 0   | Matteo Ferrán             | Todas  |
| Sport Plus Racing   | BMW        | BMW S1000-RR          | P    | 56  | Júlio Fortunato           | Todas  |
| Sport Plus Racing   | BMW        | BMW S1000-RR          | P    | 186 | Felipe Comerlatto         | Todas  |
| DFG                 | Kawasaki   | Kawasaki Ninja ZX-10R | P    | 85  | Gustavo Silveira "Gão"    | Todas  |
| BMW Motorrad        | BMW        | BMW S1000-RR          | P    | 6   | Peterson Pet              | Todas  |
| BMW Motorrad        | BMW        | BMW S1000-RR          | P    | 107 | Édson Bueno               | Todas  |
| Cerciari Racing     | Kawasaki   | Kawasaki Ninja ZX-10R | P    | 42  | Victor Villaverde         | Todas  |
| JD 43 HPA Racing    | BMW        | BMW S1000-RR          | P    | 54  | Felipe Macan              | Todas  |
| JD 43 HPA Racing    | BMW        | BMW S1000-RR          | P    | 82  | Henrique Aniceto          | Todas  |
| JD 43 HPA Racing    | BMW        | BMW S1000-RR          | P    | 880 | Gustavo Manso             | Todas  |
| Honda Racing Brasil | Honda      | Honda CBR1000RR       | P    | 14  | João Carneiro             | Todas  |
| Honda Racing Brasil | Honda      | Honda CBR1000RR       | P    | 44  | Guilherme Brito           | Todas  |
| Honda Racing Brasil | Honda      | Honda CBR1000RR       | P    | 51  | Eric Granado              | Todas  |

| Legenda             |
| ------------------- |
| Piloto da Temporada |
| Piloto Convidado    |
| Piloto Substituto   |

### Superbike Light
| Equipe                              | Construtor | Moto                  | Pneu | N.° | Nome do piloto            | Rodada |
| ----------------------------------- | ---------- | --------------------- | ---- | --- | ------------------------- | ------ |
| Sport Plus Racing                   | BMW        | BMW S1000-RR          | P    | 186 | Felipe Comerlatto         | Todas  |
| Racer X                             | BMW        | BMW S1000-RR          | P    | 22  | Ricardo de Camargo "Rica" | Todas  |
| Mágico Racing                       | BMW        | BMW S1000-RR          | P    | 37  | Cléber Calopsita          | Todas  |
| Mágico Racing                       | Ducati     | Ducati Panigale V4S   | P    | 45  | Nélson Gonçalves "Mágico" | Todas  |
| Mágico Racing                       | BMW        | BMW S1000-RR          | P    | 95  | Fábio Pitta               | Todas  |
| JD 43 HPA Racing                    | Ducati     | Ducati Panigale V4S   | P    | 99  | Édson Luiz Mamute         | Todas  |
| JD 43 HPA Racing                    | Kawasaki   | Kawasaki Ninja ZX-10R | P    | 329 | Edu Moura                 | Todas  |
| Freestylemotors / Rad Racing School | Kawasaki   | Kawasaki Ninja ZX-10R | P    | 911 | Leandro Rad               | Todas  |
| Freestylemotors / Rad Racing School | Kawasaki   | Kawasaki Ninja ZX-10R | P    | 377 | Chrystian Quick           | Todas  |
| 3AB Racing Team                     | Kawasaki   | Kawasaki Ninja ZX-10R | P    | 12  | Adílson "Sele12"          | Todas  |
| TRC Performance                     | BMW        | BMW S1000-RR          | P    | 74  | Sérgio Prates             | Todas  |
| Clube Track Day                     | BMW        | BMW S1000-RR          | P    | 44  | David Moreira "Portuga"   | Todas  |
| Clube Track Day                     | BMW        | BMW S1000-RR          | P    | 59  | Gustavo Ribeiro           | Todas  |
| Dezeró Racing                       | BMW        | BMW S1000-RR          | P    | 33  | Richard Abdias            | Todas  |
| Dezeró Racing                       | BMW        | BMW S1000-RR          | P    | 9   | Cláudio López             | Todas  |
| Dezeró Racing                       | Kawasaki   | Kawasaki Ninja ZX-10R | P    | 139 | David Pianez              | Todas  |
| Dezeró Racing                       | Suzuki     | Suzuki GSXR 1000R     | P    | 163 | Mateus Reis               | Todas  |
| Dezeró Racing                       | Triumph    | Triumph Daytona 1100R | P    | 77  | Leandro Pardini           | Todas  |
| BMW Motorrad                        | BMW        | BMW S1000-RR          | P    | 9   | Adriano Bueno             | Todas  |
| BMW Motorrad                        | BMW        | BMW S1000-RR          | P    | 164 | Cléverson Oliveira        | Todas  |
| BMW Motorrad                        | BMW        | BMW S1000-RR          | P    | 226 | Alex Barbosa              | Todas  |
| BMW Motorrad                        | BMW        | BMW S1000-RR          | P    | 251 | Tiago Binkowski           | Todas  |
| BMW Motorrad                        | BMW        | BMW S1000-RR          | P    | 875 | Márcio Pacheco            | Todas  |
| Moto3 Racing Team                   | BMW        | BMW S1000-RR          | P    | 147 | Renê Ferreira             | Todas  |
| Moto3 Racing Team                   | BMW        | BMW S1000-RR          | P    | 92  | Bruno Alves               | Todas  |
| 299 Motos Racing                    | BMW        | BMW S1000-RR          | P    | 78  | Cleiton Hendges           | Todas  |
| XMOTOX                              | BMW        | BMW S1000-RR          | P    | 23  | Wilson Torres             | Todas  |
| SS Racing Team                      | Aprilia    | Aprilia RSV4          | P    | 10  | Pedro Assumpção           | Todas  |
| DFG                                 | BMW        | BMW S1000-RR          | P    | 69  | Márcio Moreira            | Todas  |
| BOX 1 BY TRIPA / PSBK               | Kawasaki   | Kawasaki Ninja ZX-10R | P    | 54  | Rhalf Lo Turco            | Todas  |
| Street Racer                        | BMW        | BMW S1000-RR          | P    | 999 | Rodrigo Simon             | Todas  |
| FP 95 / Mágico Racing               | BMW        | BMW S1000-RR          | P    | 95  | Fábio Pitta               | Todas  |
| Cerciari Racing                     | Kawasaki   | Kawasaki Ninja ZX-10R | P    | 300 | Luiz Imparato             | Todas  |

| Legenda             |
| ------------------- |
| Piloto da Temporada |
| Piloto Convidado    |
| Piloto Substituto   |

### Supersport 600
| Equipe                  | Construtor | Moto                 | Pneu | N.° | Nome do piloto                   | Rodada |
| ----------------------- | ---------- | -------------------- | ---- | --- | -------------------------------- | ------ |
| Omni Motom              | Yamaha     | Yamaha YZF-R6        | P    | 5   | Mauro Thomassini                 | Todas  |
| Omni Motom              | Honda      | Honda CBR 600R       | P    | 46  | Nico Torres                      | Todas  |
| Carlos Racing           | Kawasaki   | Kawasaki Ninja ZX-6R | P    | 91  | Júlio César Parra                | Todas  |
| Carlos Racing           | Kawasaki   | Kawasaki Ninja ZX-6R | P    | 8   | Daniel Gurgel                    | Todas  |
| Traldi Racing           | Kawasaki   | Kawasaki Ninja ZX-6R | P    | 29  | Bruno Amaro                      | Todas  |
| Traldi Racing           | Kawasaki   | Kawasaki Ninja ZX-6R | P    | 199 | Arthur Costa                     | Todas  |
| Racer X                 | Kawasaki   | Kawasaki Ninja ZX-6R | P    | 97  | Douglas Andrade                  | Todas  |
| Racer X                 | Kawasaki   | Kawasaki Ninja ZX-6R | P    | 82  | Jorge Lima                       | Todas  |
| Plena Saúde PSBK Racing | Kawasaki   | Kawasaki Ninja ZX-6R | P    | 37  | Michel Tanga                     | Todas  |
| Plena Saúde PSBK Racing | Kawasaki   | Kawasaki Ninja ZX-6R | P    | 105 | Ronaldo "Tutti" Ranieri          | Todas  |
| TEXX PSBK Racing        | Honda      | Honda CBR 600R       | P    | 62  | Renan Fui                        | Todas  |
| TEXX PSBK Racing        | Honda      | Honda CBR 600R       | P    | 95  | Thiago Reis                      | Todas  |
| TEXX PSBK Racing        | Kawasaki   | Kawasaki Ninja ZX-6R | P    | 319 | Higor Vidotto                    | Todas  |
| TRC Performance         | Kawasaki   | Kawasaki Ninja ZX-6R | P    | 27  | Germano Fronza                   | Todas  |
| TRC Performance         | Kawasaki   | Kawasaki Ninja ZX-6R | P    | 90  | Raphael Ramos                    | Todas  |
| TRC Performance         | Kawasaki   | Kawasaki Ninja ZX-6R | P    | 762 | Marco Aurélio                    | Todas  |
| Sport Plus Racing       | Kawasaki   | Kawasaki Ninja ZX-6R | P    | 99  | Marcos Fortunato                 | Todas  |
| Team Racing 22          | Kawasaki   | Kawasaki Ninja ZX-6R | P    | 80  | Luís Armando Boechat             | Todas  |
| Team Racing 22          | Honda      | Honda CBR 600R       | P    | 165 | Diogo Soares                     | Todas  |
| Cerciari Racing         | Kawasaki   | Kawasaki Ninja ZX-6R | P    | 300 | Luiz Imparato                    | Todas  |
| Clube Track Day         | Kawasaki   | Kawasaki Ninja ZX-6R | P    | 6   | Emílio Anthony                   | Todas  |
| Clube Track Day         | Honda      | Honda CBR 600R       | P    | 713 | Rafael Yashiki                   | Todas  |
| F. Marques Motorsport   | Honda      | Honda CBR 600R       | P    | 278 | Fábio Marques                    | Todas  |
| Cajuru Racing           | Honda      | Honda CBR 600R       | P    | 10  | Pedro Balla                      | Todas  |
| Cajuru Racing           | Honda      | Honda CBR 600R       | P    | 64  | Lincoln Camilo                   | Todas  |
| Cajuru Racing           | Honda      | Honda CBR 600R       | P    | 72  | Guilherme Fernandes "Foguetinho" | Todas  |
| Cajuru Racing           | Honda      | Honda CBR 600R       | P    | 333 | Cléber Araújo                    | Todas  |
| Cajuru Racing           | Honda      | Honda CBR 600R       | P    | 777 | Marcos Donas                     | Todas  |
| Cajuru Racing           | Honda      | Honda CBR 600R       | P    | 22  | Walisson Carvalho                | Todas  |
| 299 Motos Racing        | BMW        | BMW M600RR           | P    | 89  | Cleston Hendges                  | Todas  |
| Dezeró Racing           | Kawasaki   | Kawasaki Ninja ZX-6R | P    | 63  | Daniel de Paiva                  | Todas  |
| XMOTOX                  | Kawasaki   | Kawasaki Ninja ZX-6R | P    | 222 | Fernando Sales                   | Todas  |
| XMOTOX                  | Kawasaki   | Kawasaki Ninja ZX-6R | P    | 226 | Jonas Lima                       | Todas  |
| ART                     | Kawasaki   | Kawasaki Ninja ZX-6R | P    | 43  | Antony Mendes                    | Todas  |
| JD 43 HPA Racing        | Honda      | Honda CBR 600R       | P    | 28  | Roan Lima Della                  | Todas  |

| Legenda             |
| ------------------- |
| Piloto da Temporada |
| Piloto Convidado    |
| Piloto Substituto   |

### Suhai 400 Cup
| Equipe                | Construtor | Moto               | Pneu | N.° | Nome do piloto            | Rodada |
| --------------------- | ---------- | ------------------ | ---- | --- | ------------------------- | ------ |
| Team Brasil           | Kawasaki   | Kawasaki Ninja 400 | P    | 51  | Arílton "Piloto do Zero"  | Todas  |
| Team Brasil           | Kawasaki   | Kawasaki Ninja 400 | P    | 512 | Ricardo de Camargo "Rica" | Todas  |
| Team Brasil           | Kawasaki   | Kawasaki Ninja 400 | P    | 64  | Serginho Silva            | Todas  |
| JD 43 HPA Racing      | Kawasaki   | Kawasaki Ninja 400 | P    | 28  | Roan Lima Della           | Todas  |
| JD 43 HPA Racing      | Kawasaki   | Kawasaki Ninja 400 | P    | 329 | Edu Moura                 | Todas  |
| F. Marques Motorsport | Yamaha     | Yamaha YZF R3      | P    | 17  | Ayres Filho               | Todas  |
| F. Marques Motorsport | Kawasaki   | Kawasaki Ninja 400 | P    | 43  | Antony Mendes             | Todas  |
| Mágico Racing         | Kawasaki   | Kawasaki Ninja 400 | P    | 13  | Fabinho da Hornet         | Todas  |
| Traldi Racing         | Kawasaki   | Kawasaki Ninja 400 | P    | 126 | Lucas Araneo              | Todas  |
| Racer X               | Yamaha     | Yamaha YZF-R3      | P    | 99  | Willian Santos            | Todas  |
| Racer X               | Yamaha     | Yamaha YZF-R3      | P    | 27  | Santiago Vogel            | Todas  |
| Caxa Pinturas Team    | Kawasaki   | Kawasaki Ninja 400 | P    | 11  | Hebert Jr                 | Todas  |
| Team Racing 22        | Kawasaki   | Kawasaki Ninja 400 | P    | 7   | Valentino Dematte         | Todas  |
| Team Racing 22        | Kawasaki   | Kawasaki Ninja 400 | P    | 22  | Lucas Mendes              | Todas  |
| Team Racing 22        | Kawasaki   | Kawasaki Ninja 400 | P    | 36  | Akio Honda                | Todas  |
| Team Racing 22        | Kawasaki   | Kawasaki Ninja 400 | P    | 44  | Érick Adib                | Todas  |
| Team Racing 22        | Kawasaki   | Kawasaki Ninja 400 | P    | 155 | Fabiano Paiva             | Todas  |
| Team Racing 22        | Kawasaki   | Kawasaki Ninja 400 | P    | 222 | Enzo Dematte              | Todas  |
| Team Racing 22        | Kawasaki   | Kawasaki Ninja 400 | P    | 85  | Júnior Montrázio          | Todas  |
| Team Racing 22        | Kawasaki   | Kawasaki Ninja 400 | P    | 169 | Eduardo Maia              | Todas  |
| Team Racing 22        | Kawasaki   | Kawasaki Ninja 400 | P    | 39  | Márcio Monteiro           | Todas  |
| Copeland Motorsports  | KTM        | KTM RC 390 R       | P    | 1   | Lorenzo Venutti           | Todas  |
| Copeland Motorsports  | KTM        | KTM RC 390 R       | P    | 2   | Arnau Martínez            | Todas  |
| Potenza Racing        | Kove       | Kove 321 RR-S      | P    | 0   | Luca Romano               | Todas  |
| Potenza Racing        | Kove       | Kove 321 RR-S      | P    | 888 | Brian Aguirre             | Todas  |
| Tom Racing            | Yamaha     | Yamaha YZF R3      | P    | 46  | Daniel Tomelin            | Todas  |
| TEXX PSBK Racing      | Yamaha     | Yamaha YZF R3      | P    | 127 | Cristiano Cabral          | Todas  |
| Equipe Capretz        | Kawasaki   | Kawasaki Ninja 400 | P    | 13  | Luiz Capretz              | Todas  |
| Equipe Capretz        | Kawasaki   | Kawasaki Ninja 400 | P    | 24  | Luiz Pavoni               | Todas  |
| Dezeró Racing         | Kawasaki   | Kawasaki Ninja 400 | P    | 73  | Pierre Balducci           | Todas  |
| Street Racing         | Kawasaki   | Kawasaki Ninja 400 | P    | 131 | Miguel Simon              | Todas  |
| XMOTOX                | Kawasaki   | Kawasaki Ninja 400 | P    | 122 | Wellington Albuquerque    | Todas  |

| Legenda             |
| ------------------- |
| Piloto da Temporada |
| Piloto Convidado    |
| Piloto Substituto   |

### Supersport 400 Escola
| Equipe                | Construtor | Moto               | Pneu | N.° | Nome do piloto     | Rodada |
| --------------------- | ---------- | ------------------ | ---- | --- | ------------------ | ------ |
| Team Racing 22        | Kawasaki   | Kawasaki Ninja 400 | P    | 29  | Nathan Lima        | Todas  |
| Team Racing 22        | Kawasaki   | Kawasaki Ninja 400 | P    | 121 | Rafael Sestenari   | Todas  |
| Team Racing 22        | Kawasaki   | Kawasaki Ninja 400 | P    | 80  | Ricardo Ramos      | Todas  |
| Team Racing 22        | Kawasaki   | Kawasaki Ninja 500 | P    | 118 | Fernando Moreno    | Todas  |
| JD 43 HPA Racing      | Kawasaki   | Kawasaki Ninja 400 | P    | 17  | Rivaldo Pontarolo  | Todas  |
| Team Brasil           | Kawasaki   | Kawasaki Ninja 400 | P    | 21  | Fernando Couto     | Todas  |
| XMOTOX                | Kawasaki   | Kawasaki Ninja 400 | P    | 18  | Nay Fontegno       | Todas  |
| XMOTOX                | Kawasaki   | Kawasaki Ninja 400 | P    | 22  | Fany Fontegno      | Todas  |
| XMOTOX                | Kawasaki   | Kawasaki Ninja 400 | P    | 45  | Gabriel Ferraz     | Todas  |
| XMOTOX                | Kawasaki   | Kawasaki Ninja 400 | P    | 51  | Marcos Martins     | Todas  |
| XMOTOX                | Yamaha     | Yamaha YZF-R3      | P    | 85  | Amauri Monteiro    | Todas  |
| XMOTOX                | Kawasaki   | Kawasaki Ninja 400 | P    | 55  | Cauê Ibrahim       | Todas  |
| F. Marques Motorsport | Kawasaki   | Kawasaki Ninja 400 | P    | 226 | Douglas Doni       | Todas  |
| Traldi Racing         | Yamaha     | Yamaha YZF-R3      | P    | 8   | Edu Carvalho       | Todas  |
| Traldi Racing         | Yamaha     | Yamaha YZF-R3      | P    | 71  | Carlos Campos      | Todas  |
| Omni Motom            | Yamaha     | Yamaha YZF-R3      | P    | 31  | Ramon Torres       | Todas  |
| Street Racer          | Kawasaki   | Kawasaki Ninja 300 | P    | 9   | Ricardo Nine       | Todas  |
| Dezeró Racing         | Yamaha     | Yamaha YZF-R3      | P    | 7   | Thiago Ferreira    | Todas  |
| Dezeró Racing         | Yamaha     | Yamaha YZF-R3      | P    | 12  | Felipe Hatae       | Todas  |
| FP 95 / Mágico Racing | Yamaha     | Yamaha YZF-R3      | P    | 188 | Cristiano Ornellas | Todas  |

| Legenda             |
| ------------------- |
| Piloto da Temporada |
| Piloto Convidado    |
| Piloto Substituto   |

## Resultados

### Superbike
| Ronda | Circuito                      | Fecha            | Pole Position   | Vuelta rápida   | Piloto ganador  | Equipo ganador      | Constructor | Ref.   |
| ----- | ----------------------------- | ---------------- | --------------- | --------------- | --------------- | ------------------- | ----------- | ------ |
| 1     | Grande Prêmio de São Paulo    | 23 de febrero    | Meikon Kawakami | Meikon Kawakami | Meikon Kawakami | Team Brasil         | BMW         | [ 9 ]  |
| 2     | Grande Prêmio de Cascavel     | 16 de marzo      | Meikon Kawakami | Felipe Macan    | Meikon Kawakami | Team Brasil         | BMW         | [ 10 ] |
| 3     | Grande Prêmio de Campo Grande | 13 de abril      | Guilherme Brito | Guilherme Brito | Guilherme Brito | Honda Racing Brasil | Honda       | [ 11 ] |
| 4     | Grande Prêmio Suhai           | 25 de mayo       | Ton Kawakami    | Guilherme Brito | Guilherme Brito | Honda Racing Brasil | Honda       | [ 12 ] |
| 5     | Grande Prêmio de Londrina     | 6 de julio       | Eric Granado    | Ton Kawakami    | Eric Granado    | Honda Racing Brasil | Honda       | [ 13 ] |
| 6     | Grande Prêmio Petrobrás       | 21 de septiembre |                 |                 |                 |                     |             |        |
| 7     | Grande Prêmio do Paraná       | 19 de octubre    |                 |                 |                 |                     |             |        |
| 8     | Grande Prêmio de Interlagos   | 23 de noviembre  |                 |                 |                 |                     |             |        |

### Superbike Light
| Ronda | Circuito                      | Fecha            | Pole Position     | Vuelta rápida             | Piloto ganador          | Equipo ganador    | Constructor | Ref.   |
| ----- | ----------------------------- | ---------------- | ----------------- | ------------------------- | ----------------------- | ----------------- | ----------- | ------ |
| 1     | Grande Prêmio de São Paulo    | 23 de febrero    | Felipe Comerlatto | Felipe Comerlatto         | Felipe Comerlatto       | Sport Plus Racing | BMW         | [ 14 ] |
| 2     | Grande Prêmio de Cascavel     | 16 de marzo      | Renê Ferreira     | Renê Ferreira             | Renê Ferreira           | Moto3 Racing Team | BMW         | [ 15 ] |
| 3     | Grande Prêmio de Campo Grande | 13 de abril      | Felipe Comerlatto | Felipe Comerlatto         | Felipe Comerlatto       | Sport Plus Racing | BMW         | [ 16 ] |
| 4     | Grande Prêmio Suhai           | 25 de mayo       | Felipe Comerlatto | Ricardo de Camargo "Rica" | David Moreira "Portuga" | Clube Track Day   | BMW         | [ 17 ] |
| 5     | Grande Prêmio de Londrina     | 6 de julio       | Felipe Comerlatto | Juracy Rodrigues "Black"  | Felipe Comerlatto       | Sport Plus Racing | BMW         | [ 18 ] |
| 6     | Grande Prêmio Petrobrás       | 21 de septiembre |                   |                           |                         |                   |             |        |
| 7     | Grande Prêmio do Paraná       | 19 de octubre    |                   |                           |                         |                   |             |        |
| 8     | Grande Prêmio de Interlagos   | 23 de noviembre  |                   |                           |                         |                   |             |        |

### Supersport 600
| Ronda | Circuito                      | Fecha            | Pole Position | Vuelta rápida                    | Piloto ganador | Equipo ganador  | Constructor | Ref.   |
| ----- | ----------------------------- | ---------------- | ------------- | -------------------------------- | -------------- | --------------- | ----------- | ------ |
| 1     | Grande Prêmio de São Paulo    | 23 de febrero    | Raphael Ramos | Arthur Costa                     | Arthur Costa   | Traldi Racing   | Kawasaki    | [ 19 ] |
| 2     | Grande Prêmio de Cascavel     | 16 de marzo      | Raphael Ramos | Raphael Ramos                    | Arthur Costa   | Traldi Racing   | Kawasaki    | [ 20 ] |
| 3     | Grande Prêmio de Campo Grande | 13 de abril      | Raphael Ramos | Raphael Ramos                    | Raphael Ramos  | TRC Performance | Kawasaki    | [ 21 ] |
| 4     | Grande Prêmio Suhai           | 25 de mayo       | Raphael Ramos | Raphael Ramos                    | Arthur Costa   | Traldi Racing   | Kawasaki    | [ 22 ] |
| 5     | Grande Prêmio de Londrina     | 6 de julio       | Raphael Ramos | Guilherme Fernandes "Foguetinho" | Raphael Ramos  | TRC Performance | Kawasaki    | [ 23 ] |
| 6     | Grande Prêmio Petrobrás       | 21 de septiembre |               |                                  |                |                 |             |        |
| 7     | Grande Prêmio do Paraná       | 19 de octubre    |               |                                  |                |                 |             |        |
| 8     | Grande Prêmio de Interlagos   | 23 de noviembre  |               |                                  |                |                 |             |        |

### Suhai 400 Cup
| Ronda | Circuito                      | Fecha            | Pole Position     | Vuelta rápida     | Piloto ganador    | Equipo ganador | Constructor | Ref.   |
| ----- | ----------------------------- | ---------------- | ----------------- | ----------------- | ----------------- | -------------- | ----------- | ------ |
| 1     | Grande Prêmio de São Paulo    | 23 de febrero    | Valentino Dematte | Enzo Dematte      | Enzo Dematte      | Team Racing 22 | Kawasaki    | [ 24 ] |
| 2     | Grande Prêmio de Cascavel     | 16 de marzo      | Érick Adib        | Lucas Mendes      | Érick Adib        | Team Racing 22 | Kawasaki    | [ 25 ] |
| 3     | Grande Prêmio de Campo Grande | 13 de abril      | Valentino Dematte | Enzo Dematte      | Enzo Dematte      | Team Racing 22 | Kawasaki    | [ 26 ] |
| 4     | Grande Prêmio Suhai           | 25 de mayo       | Enzo Dematte      | Valentino Dematte | Valentino Dematte | Team Racing 22 | Kawasaki    | [ 27 ] |
| 5     | Grande Prêmio de Londrina     | 6 de julio       | Cauã Rodrigues    | Enzo Dematte      | Enzo Dematte      | Team Racing 22 | Kawasaki    | [ 28 ] |
| 6     | Grande Prêmio Petrobrás       | 21 de septiembre |                   |                   |                   |                |             |        |
| 7     | Grande Prêmio do Paraná       | 19 de octubre    |                   |                   |                   |                |             |        |
| 8     | Grande Prêmio de Interlagos   | 23 de noviembre  |                   |                   |                   |                |             |        |

### Supersport 400 Escola
| Ronda | Circuito                      | Fecha            | Pole Position     | Vuelta rápida     | Piloto ganador    | Equipo ganador   | Constructor | Ref.   |
| ----- | ----------------------------- | ---------------- | ----------------- | ----------------- | ----------------- | ---------------- | ----------- | ------ |
| 1     | Grande Prêmio de São Paulo    | 23 de febrero    | Nathan Lima       | Nathan Lima       | Nathan Lima       | Team Racing 22   | Kawasaki    | [ 29 ] |
| 2     | Grande Prêmio de Cascavel     | 16 de marzo      | Rivaldo Pontarolo | Ricardo Ramos     | Rivaldo Pontarolo | JD 43 HPA Racing | Kawasaki    | [ 30 ] |
| 3     | Grande Prêmio de Campo Grande | 13 de abril      | Fernando Moreno   | Nathan Lima       | Nathan Lima       | Team Racing 22   | Kawasaki    | [ 31 ] |
| 4     | Grande Prêmio Suhai           | 25 de mayo       | Fany Fontegno     | Rivaldo Pontarolo | Rivaldo Pontarolo | JD 43 HPA Racing | Kawasaki    | [ 32 ] |
| 5     | Grande Prêmio de Londrina     | 6 de julio       | Rivaldo Pontarolo | Rivaldo Pontarolo | Rivaldo Pontarolo | JD 43 HPA Racing | Kawasaki    | [ 33 ] |
| 6     | Grande Prêmio Petrobrás       | 21 de septiembre |                   |                   |                   |                  |             |        |
| 7     | Grande Prêmio do Paraná       | 19 de octubre    |                   |                   |                   |                  |             |        |
| 8     | Grande Prêmio de Interlagos   | 23 de noviembre  |                   |                   |                   |                  |             |        |

## Calificación general

### Superbike
| Icono | Categoría |
| ----- | --------- |
| PRO   | PRO       |
| EVO   | EVO       |

| Pos. | Piloto                    | Moto     | Clase | SPO | CAS | CGR | SUH | LON | PET | PAR | INT | Pts. |
| ---- | ------------------------- | -------- | ----- | --- | --- | --- | --- | --- | --- | --- | --- | ---- |
| 1    | Meikon Kawakami           | BMW      | PRO   | 1   | 1   | Ret | 2   | 3   |     |     |     | 86   |
| 3    | Felipe Macan              | BMW      | PRO   | 2   | 2   | 11  | 6   | 4   |     |     |     | 68   |
| 3    | Ton Kawakami              | Kawasaki | PRO   |     |     | 2   | 4   | 2   |     |     |     | 53   |
| 4    | Guilherme Brito           | Honda    | PRO   |     |     | 1   | 1   | Ret |     |     |     | 50   |
| 5    | Gustavo Silveira "Gão"    | Kawasaki | EVO   | 5   | 7   | 6   | 8   | 8   |     |     |     | 46   |
| 6    | Felipe Gonçalves          | BMW      | PRO   | 3   | 3   |     | 5   | Ret |     |     |     | 43   |
| 7    | Édson Bueno               | BMW      | EVO   | Ret | 4   | 5   | 9   | 7   |     |     |     | 40   |
| 8    | João Carneiro             | Honda    | PRO   |     |     | 4   | 3   | 6   |     |     |     | 39   |
| 9    | Peterson Pet              | BMW      | EVO   | 6   | 8   | 10  |     | 9   |     |     |     | 31   |
| 10   | Henrique Aniceto          | BMW      | EVO   | 8   | 9   | 9   | 10  |     |     |     |     | 28   |
| 11   | Gustavo Manso             | BMW      | PRO   | Ret | Ret | 3   | Ret | 5   |     |     |     | 27   |
| 12   | Felipe Comerlatto         | BMW      | EVO   | 7   | 6   | 8   | Ret | Ret |     |     |     | 27   |
| 13   | Eric Granado              | Honda    | PRO   |     |     |     |     | 1   |     |     |     | 25   |
| 14   | Júlio Fortunato           | BMW      | EVO   | 4   | 5   |     |     |     |     |     |     | 24   |
| 15   | Marcelo Skaf              | BMW      | PRO   |     |     | Ret | 7   | Ret |     |     |     | 9    |
| 16   | Ricardo de Camargo "Rica" | BMW      | EVO   | Ret |     | 7   | DNS |     |     |     |     | 9    |
| 17   | Victor Villaverde         | Kawasaki | EVO   | Ret | DNS |     |     |     |     |     |     | 0    |
| 18   | Matteo Ferrán             | BMW      | PRO   | Ret |     |     |     |     |     |     |     | 0    |
| 19   | Juliano Ferrante          | BMW      | EVO   |     |     | Ret |     |     |     |     |     | 0    |
| 20   | Fábio Pitta               | BMW      | PRO   |     |     |     |     | DNS |     |     |     | 0    |
| Pos. | Rider                     | Moto     | Clase | SPO | CAS | CGR | SUH | LON | PET | PAR | INT | Pts. |

### Campeonato de Constructores
| Pos. | Constructor | SPO | CAS | CGR | SUH | LON | PET | PAR | INT | Pts. |
| ---- | ----------- | --- | --- | --- | --- | --- | --- | --- | --- | ---- |
| 1    | BMW         | 1   | 1   | 3   | 2   | 3   |     |     |     | 102  |
| 2    | Kawasaki    | 5   | 7   | 2   | 3   | 2   |     |     |     | 76   |
| 3    | Honda       |     |     | 1   | 1   | 1   |     |     |     | 75   |
| Pos. | Constructor | SPO | CAS | CGR | SUH | LON | PET | PAR | INT | Pts. |

### Superbike Light
| Icono | Categoría |
| ----- | --------- |
| LGT   | Light     |
| MAS   | Master    |
| ROO   | Rookie    |

| Pos. | Piloto                    | Moto     | Clase | SPO | CAS | CGR | SUH | LON | PET | PAR | INT | Pts. |
| ---- | ------------------------- | -------- | ----- | --- | --- | --- | --- | --- | --- | --- | --- | ---- |
| 1    | Felipe Comerlatto         | BMW      | MAS   | 1   |     | 1   | 2   | 1   |     |     |     | 95   |
| 3    | David Moreira "Portuga"   | BMW      | LGT   | 10  |     | 12  | 1   | 5   |     |     |     | 46   |
| 3    | Edu Moura                 | Kawasaki | LGT   | 4   | 6   | 10  | 9   | 7   |     |     |     | 45   |
| 4    | Cléverson Oliveira        | BMW      | LGT   | 9   | 10  | 9   | 8   | 4   |     |     |     | 41   |
| 5    | David Pianez              | Kawasaki | LGT   | 5   | 3   | 4   | Ret | NC  |     |     |     | 40   |
| 6    | Adílson "Sele12"          | Kawasaki | MAS   | 7   | 9   | 14  | 5   | 6   |     |     |     | 39   |
| 7    | Ricardo de Camargo "Rica" | BMW      | MAS   | 3   |     | 2   | 18  |     |     |     |     | 36   |
| 8    | Leandro Pardini           | Triumph  | LGT   |     |     | 3   | 3   |     |     |     |     | 32   |
| 9    | Fábio Pitta               | BMW      | MAS   | 2   | 5   |     |     | Ret |     |     |     | 31   |
| 10   | Édson Luiz Mamute         | Ducati   | MAS   | 6   |     | 6   | 7   |     |     |     |     | 29   |
| 11   | Mateus Reis               | Suzuki   | ROO   | 11  | 7   | 8   |     | 10  |     |     |     | 28   |
| 12   | Renê Ferreira             | BMW      | MAS   |     | 1   |     |     |     |     |     |     | 25   |
| 13   | Gustavo Ribeiro           | BMW      | ROO   |     |     |     | 10  | 3   |     |     |     | 22   |
| 14   | Cléber Calopsita          | BMW      | ROO   | 13  |     | 17  | 6   | 8   |     |     |     | 21   |
| 15   | Bruno Alves               | BMW      | LGT   |     | 2   |     |     |     |     |     |     | 20   |
| 16   | Juracy Rodrigues "Black"  | BMW      | MAS   |     |     |     |     | 2   |     |     |     | 20   |
| 17   | Nélson Gonçalves "Mágico" | Kawasaki | MAS   | 12  | 11  | 15  | 14  | 12  |     |     |     | 16   |
| 18   | Fábio Pitta               | BMW      | MAS   |     |     | 5   | 12  |     |     |     |     | 15   |
| 19   | Márcio Pacheco            | BMW      | MAS   |     | 8   |     |     | 9   |     |     |     | 15   |
| 20   | Cláudio López             | BMW      | LGT   |     |     |     | 4   |     |     |     |     | 13   |
| 21   | Cleiton Hendges           | BMW      | LGT   |     | 4   |     |     |     |     |     |     | 13   |
| 22   | Sérgio Prates             | BMW      | MAS   | 8   |     |     | 13  |     |     |     |     | 11   |
| 23   | Márcio Moreira            | BMW      | ROO   |     |     | 13  | 11  | 14  |     |     |     | 10   |
| 24   | Rodrigo Simon             | BMW      | LGT   |     |     | 7   |     |     |     |     |     | 9    |
| 25   | Richard Abdias            | BMW      | ROO   | 15  | 12  | 16  | 16  | 13  |     |     |     | 8    |
| 26   | Oswaldo Barrueco          | BMW      | MAS   |     |     |     |     | 11  |     |     |     | 5    |
| 27   | Rhalf Lo Turco            | Kawasaki | LGT   |     |     | 11  |     |     |     |     |     | 5    |
| 28   | Leandro Rad               | Kawasaki | LGT   | 16  | 13  | 19  |     |     |     |     |     | 3    |
| 29   | Adriano Bueno             | BMW      | ROO   | 14  | Ret |     | 17  |     |     |     |     | 2    |
| 30   | Luiz Imparato             | Kawasaki | MAS   |     |     |     | 15  |     |     |     |     | 1    |
| 31   | Wilson Torres             | BMW      | ROO   |     |     |     | 19  | 15  |     |     |     | 1    |
| 32   | Pedro Assumpção           | Aprilia  | LGT   |     |     | 18  |     |     |     |     |     | 0    |
| 33   | Wilson Torres             | BMW      | ROO   |     |     | 20  |     |     |     |     |     | 0    |
| 34   | Alex Barbosa              | BMW      | MAS   | Ret |     |     |     |     |     |     |     | 0    |
| 35   | Chrystian Quick           | Kawasaki | LGT   |     |     |     | Ret |     |     |     |     | 0    |
| 36   | Henrique Gandini          | BMW      | ROO   |     |     |     |     | Ret |     |     |     | 0    |
| 37   | Tiago Binkowski           | BMW      | LGT   |     | DNS |     |     |     |     |     |     | 0    |
| Pos. | Rider                     | Moto     | Clase | SPO | CAS | CGR | SUH | LON | PET | PAR | INT | Pts. |

### Campeonato de Constructores
| Pos. | Constructor | SPO | CAS | CGR | SUH | LON | PET | PAR | INT | Pts. |
| ---- | ----------- | --- | --- | --- | --- | --- | --- | --- | --- | ---- |
| 1    | BMW         | 1   | 1   | 1   | 1   | 1   |     |     |     | 125  |
| 2    | Kawasaki    | 4   | 3   | 4   | 5   | 6   |     |     |     | 63   |
| 3    | Triumph     |     |     | 3   | 3   |     |     |     |     | 32   |
| 4    | Ducati      | 6   | 11  | 6   | 14  | 12  |     |     |     | 31   |
| 5    | Suzuki      | 11  | 7   | 8   |     | 10  |     |     |     | 28   |
| 6    | Aprilia     |     |     | 18  |     |     |     |     |     | 0    |
| Pos. | Constructor | SPO | CAS | CGR | SUH | LON | PET | PAR | INT | Pts. |

### Supersport 600
| Icono | Categoría                                       |
| ----- | ----------------------------------------------- |
| PRO   | PRO                                             |
| EVO   | EVO                                             |
| LGT   | Light                                           |
| PRO   | Copa Honda CBR 650R PRO                         |
| LGT   | Copa Honda CBR 650R Light                       |
| MAS   | Copa Honda CBR 650R Master                      |
| PCBR  | PRO y Copa Honda CBR 650R (simultáneo)          |
| LCBR  | Light y Copa Honda CBR 650R (simultáneo)        |
| LCBM  | Light y Copa Honda CBR 650R Master (simultáneo) |

| Pos. | Piloto                           | Moto     | Clase | SPO | CAS | CGR | SUH | LON | PET | PAR | INT | Pts. |
| ---- | -------------------------------- | -------- | ----- | --- | --- | --- | --- | --- | --- | --- | --- | ---- |
| 1    | Arthur Costa                     | Kawasaki | PRO   | 1   | 1   | 3   | 1   | 2   |     |     |     | 111  |
| 3    | Raphael Ramos                    | Kawasaki | PRO   | 2   | 3   | 1   | 2   | 1   |     |     |     | 106  |
| 3    | Guilherme Fernandes "Foguetinho" | Honda    | PRO   | 3   | 2   | 2   | 3   | 3   |     |     |     | 88   |
| 4    | Ronaldo "Tutti" Ranieri          | Kawasaki | EVO   | 7   | 4   | 4   | 5   | 4   |     |     |     | 59   |
| 5    | Mauro Thomassini                 | Yamaha   | PRO   | 4   | 5   | 7   | 6   | 9   |     |     |     | 50   |
| 6    | Pedro Balla                      | Honda    | PCBR  | 8   | 6   | 6   | 8   | 8   |     |     |     | 44   |
| 7    | Renan Fui                        | Honda    | PCBR  | 10  | 9   | 9   | 7   | 6   |     |     |     | 39   |
| 8    | Germano Fronza                   | Kawasaki | LGT   | 13  | 8   | 8   | 12  | 7   |     |     |     | 32   |
| 9    | Higor Vidotto                    | Kawasaki | EVO   | Ret | 10  | 10  | 11  | 5   |     |     |     | 28   |
| 10   | Daniel Gurgel                    | Kawasaki | PRO   |     |     | 5   | 4   |     |     |     |     | 24   |
| 11   | Júlio César Parra                | Kawasaki | EVO   | 5   | DNS | Ret | 10  |     |     |     |     | 17   |
| 12   | Douglas Andrade                  | Kawasaki | EVO   | 6   | NC  | Ret | 9   |     |     |     |     | 17   |
| 13   | Michel Tanga                     | Kawasaki | EVO   | 9   | 7   | 20  |     |     |     |     |     | 16   |
| 14   | Diogo Soares                     | Honda    | LCBR  | 12  |     | 11  | 14  |     |     |     |     | 11   |
| 15   | Emílio Anthony                   | Kawasaki | LGT   | 16  |     | 12  | 15  | 13  |     |     |     | 8    |
| 16   | Marcos Donas                     | Honda    | LGT   |     |     | 15  | 17  | 10  |     |     |     | 7    |
| 17   | Thiago Reis                      | Honda    | LCBR  | 17  | 14  | 16  | 18  | 11  |     |     |     | 7    |
| 18   | Marcos Fortunato                 | Kawasaki | EVO   | 11  | Ret |     |     |     |     |     |     | 5    |
| 19   | Nico Torres                      | Honda    | LCBM  |     | 11  |     |     |     |     |     |     | 5    |
| 20   | Jesús García                     | Kawasaki | LGT   |     |     |     |     | 12  |     |     |     | 4    |
| 21   | Marco Aurélio                    | Kawasaki | LGT   |     | 12  |     |     |     |     |     |     | 4    |
| 22   | Luiz Imparato                    | Kawasaki | EVO   | 15  |     | 13  |     |     |     |     |     | 4    |
| 23   | Jorge Lima                       | Kawasaki | LGT   |     | 13  |     |     |     |     |     |     | 3    |
| 24   | Antony Mendes                    | Kawasaki | EVO   |     |     |     | 13  |     |     |     |     | 3    |
| 25   | Roan Lima Della                  | Honda    | LGT   |     |     |     | 19  | 14  |     |     |     | 2    |
| 26   | Bruno Amaro                      | Kawasaki | LGT   | 14  |     |     |     |     |     |     |     | 2    |
| 27   | Daniel de Paiva                  | Kawasaki | LGT   |     |     | 14  |     |     |     |     |     | 2    |
| 28   | Emil Marassi                     | Honda    | LGT   |     |     |     |     | 15  |     |     |     | 1    |
| 29   | Fernando Sales                   | Kawasaki | LGT   |     |     | 17  | 16  |     |     |     |     | 0    |
| 30   | Walisson Carvalho                | Honda    | LGT   |     |     |     | 20  | 16  |     |     |     | 0    |
| 31   | Fábio Marques                    | Honda    | LCBM  | 18  |     | 19  |     |     |     |     |     | 0    |
| 32   | Jonas Lima                       | Kawasaki | LGT   |     |     | 18  |     |     |     |     |     | 0    |
| 33   | Lincoln Camilo                   | Honda    | LCBM  | 19  |     |     |     |     |     |     |     | 0    |
| 34   | Rafael Yashiki                   | Honda    | LCBM  | 20  |     | Ret |     |     |     |     |     | 0    |
| 35   | Cléber Araújo                    | Honda    | LCBM  | Ret |     |     |     |     |     |     |     | 0    |
| 36   | Luís Armando Boechat             | Kawasaki | EVO   | Ret |     |     |     |     |     |     |     | 0    |
| 37   | Cleston Hendges                  | BMW      | LGT   |     | Ret |     |     |     |     |     |     | 0    |
| Pos. | Rider                            | Moto     | Clase | SPO | CAS | CGR | SUH | LON | PET | PAR | INT | Pts. |

### Campeonato de Constructores
| Pos. | Constructor | SPO | CAS | CGR | SUH | LON | PET | PAR | INT | Pts. |
| ---- | ----------- | --- | --- | --- | --- | --- | --- | --- | --- | ---- |
| 1    | Kawasaki    | 1   | 1   | 1   | 1   | 1   |     |     |     | 125  |
| 2    | Honda       | 3   | 2   | 2   | 3   | 3   |     |     |     | 88   |
| 3    | Yamaha      | 4   | 5   | 7   | 6   | 9   |     |     |     | 50   |
| 4    | BMW         |     | Ret |     |     |     |     |     |     | 0    |
| Pos. | Constructor | SPO | CAS | CGR | SUH | LON | PET | PAR | INT | Pts. |

### Suhai 400 Cup
| Icono | Categoría |
| ----- | --------- |
| PRO   | PRO       |
| MAS   | Master    |
| 300   | 300cc     |
| LGT   | Light     |

| Pos. | Piloto                    | Moto     | Clase | SPO | CAS | CGR | SUH | LON | PET | PAR | INT | Pts. |
| ---- | ------------------------- | -------- | ----- | --- | --- | --- | --- | --- | --- | --- | --- | ---- |
| 1    | Enzo Dematte              | Kawasaki | PRO   | 1   | 4   | 1   | 2   | 1   |     |     |     | 108  |
| 3    | Valentino Dematte         | Kawasaki | PRO   | 2   | 2   | 2   | 1   |     |     |     |     | 85   |
| 3    | Érick Adib                | Kawasaki | PRO   | 3   | 1   | 6   | 4   | 3   |     |     |     | 80   |
| 4    | Lucas Mendes              | Kawasaki | PRO   |     | 3   | 5   | 3   | 8   |     |     |     | 51   |
| 5    | Arílton "Piloto do Zero"  | Kawasaki | MAS   | 4   | DSQ | 3   | 9   | 5   |     |     |     | 47   |
| 6    | Edu Moura                 | Kawasaki | MAS   | 5   | 9   | 15  | 6   | 15  |     |     |     | 30   |
| 7    | Akio Honda                | Kawasaki | PRO   |     | 5   | Ret |     | 4   |     |     |     | 24   |
| 8    | Roan Lima Della           | Kawasaki | LGT   | 7   | Ret | 10  | 7   |     |     |     |     | 24   |
| 9    | Cauã Rodrigues            | Yamaha   | 300   |     |     |     |     | 2   |     |     |     | 20   |
| 10   | Pierre Balducci           | Kawasaki | LGT   |     |     | 8   | 5   |     |     |     |     | 19   |
| 11   | Antony Mendes             | Kawasaki | LGT   | 6   |     | 9   |     |     |     |     |     | 17   |
| 12   | Luiz Pavoni               | Kawasaki | MAS   |     |     | 4   |     |     |     |     |     | 13   |
| 13   | Miguel Simon              | Kawasaki | PRO   |     |     | 12  | 8   |     |     |     |     | 12   |
| 14   | Lucas Araneo              | Kawasaki | LGT   | 9   |     | 11  |     |     |     |     |     | 12   |
| 15   | Hebert Jr                 | Kawasaki | MAS   | Ret | 13  | 18  | 11  | 12  |     |     |     | 12   |
| 16   | Lorenzo Venutti           | KTM      | PRO   |     | 6   |     |     |     |     |     |     | 10   |
| 17   | Gustavo Martínez          | Yamaha   | 300   |     |     |     |     | 6   |     |     |     | 10   |
| 18   | Júnior Montrázio          | Kawasaki | MAS   |     |     | 7   | Ret |     |     |     |     | 9    |
| 19   | Santiago Vogel            | Yamaha   | 300   |     | 7   |     |     |     |     |     |     | 9    |
| 20   | Ivan Komuro Cabral        | Kawasaki | PRO   |     |     |     |     | 7   |     |     |     | 9    |
| 21   | Fabinho da Hornet         | Kawasaki | MAS   | 8   |     |     |     |     |     |     |     | 8    |
| 22   | Daniel Tomelin            | Yamaha   | 300   |     | 8   |     |     |     |     |     |     | 8    |
| 23   | Serginho Silva            | Kawasaki | MAS   |     |     | Ret | 10  | 14  |     |     |     | 8    |
| 24   | Cristiano Cabral          | Yamaha   | 300   |     | 11  |     |     | 13  |     |     |     | 8    |
| 25   | João Vítor Matias         | Kawasaki | LGT   |     |     |     |     | 9   |     |     |     | 7    |
| 26   | Luca Romano               | Kove     | LGT   |     | 10  |     |     |     |     |     |     | 6    |
| 27   | Willian Santos            | Yamaha   | 300   | 10  |     |     |     |     |     |     |     | 6    |
| 28   | Lucas Carvalho Tico       | Kawasaki | LGT   |     |     |     |     | 10  |     |     |     | 6    |
| 29   | Fabiano Paiva             | Kawasaki | MAS   | 11  |     |     |     |     |     |     |     | 5    |
| 30   | Gabriel Carvalho Teco     | Kawasaki | LGT   |     |     |     |     | 11  |     |     |     | 5    |
| 31   | Arnau Martínez            | KTM      | PRO   |     | 12  |     |     |     |     |     |     | 4    |
| 32   | Ricardo de Camargo "Rica" | Kawasaki | LGT   | 12  |     |     |     |     |     |     |     | 4    |
| 33   | Ayres Filho               | Yamaha   | 300   | 13  |     | 16  |     |     |     |     |     | 3    |
| 34   | Eduardo Maia              | Kawasaki | MAS   |     |     | 13  |     |     |     |     |     | 3    |
| 35   | Márcio Monteiro           | Kawasaki | MAS   |     |     | 14  |     |     |     |     |     | 2    |
| 36   | Wellington Albuquerque    | Kawasaki | LGT   |     |     | 17  |     |     |     |     |     | 0    |
| 37   | Brian Aguirre             | Kove     | LGT   |     | Ret |     |     |     |     |     |     | 0    |
| 38   | Luiz Capretz              | Kawasaki | LGT   |     |     | Ret |     |     |     |     |     | 0    |
| 39   | Tiago Crespo              | Yamaha   | 300   |     |     |     |     | Ret |     |     |     | 0    |
| Pos. | Rider                     | Moto     | Clase | SPO | CAS | CGR | SUH | LON | PET | PAR | INT | Pts. |

### Campeonato de Constructores
| Pos. | Constructor | SPO | CAS | CGR | SUH | LON | PET | PAR | INT | Pts. |
| ---- | ----------- | --- | --- | --- | --- | --- | --- | --- | --- | ---- |
| 1    | Kawasaki    | 1   | 1   | 1   | 1   | 1   |     |     |     | 125  |
| 2    | Yamaha      | 10  | 7   | 16  |     | 2   |     |     |     | 35   |
| 3    | KTM         |     | 6   |     |     |     |     |     |     | 10   |
| 4    | Kove        |     | 10  |     |     |     |     |     |     | 6    |
| Pos. | Constructor | SPO | CAS | CGR | SUH | LON | PET | PAR | INT | Pts. |

### Supersport 400 Escola
| Icono | Categoría |
| ----- | --------- |
| 400   | 400cc     |
| 300   | 300cc     |
| GCP   | Girls Cup |
| 500   | 500cc     |

| Pos. | Piloto             | Moto     | Clase | SPO | CAS | CGR | SUH | LON | PET | PAR | INT | Pts. |
| ---- | ------------------ | -------- | ----- | --- | --- | --- | --- | --- | --- | --- | --- | ---- |
| 1    | Rivaldo Pontarolo  | Kawasaki | 400   | 3   | 1   | 5   | 1   | 1   |     |     |     | 102  |
| 3    | Nathan Lima        | Kawasaki | 400   | 1   | 4   | 1   | 5   | 2   |     |     |     | 94   |
| 3    | Ricardo Ramos      | Kawasaki | 400   | 2   | 2   | 4   | Ret | 4   |     |     |     | 56   |
| 4    | Gabriel Ferraz     | Kawasaki | 400   | 4   | Ret | 6   | 2   | 5   |     |     |     | 54   |
| 5    | Fany Fontegno      | Kawasaki | GCP   |     |     | 3   | 4   | 3   |     |     |     | 45   |
| 6    | Ricardo Nine       | Kawasaki | 300   |     |     | 7   | 7   | 9   |     |     |     | 25   |
| 7    | Fernando Moreno    | Kawasaki | 500   |     |     | 2   |     |     |     |     |     | 20   |
| 8    | Nay Fontegno       | Yamaha   | GCP   |     |     | 11  | 8   | 10  |     |     |     | 19   |
| 9    | Cauê Ibrahim       | Kawasaki | 400   |     |     | 8   |     | 7   |     |     |     | 17   |
| 10   | Ramon Torres       | Yamaha   | 300   |     | 3   |     |     |     |     |     |     | 16   |
| 11   | Rafael Sestenari   | Kawasaki | 400   |     |     |     | 3   |     |     |     |     | 16   |
| 12   | Fernando Couto     | Kawasaki | 400   | 5   | Ret |     |     |     |     |     |     | 11   |
| 13   | Douglas Doni       | Kawasaki | 400   | 6   | INF |     |     |     |     |     |     | 10   |
| 14   | Felipe Hatae       | Yamaha   | 300   |     |     |     | 6   |     |     |     |     | 10   |
| 15   | Elton Jr           | Yamaha   | 300   |     |     |     |     | 6   |     |     |     | 10   |
| 16   | Carlos Campos      | Yamaha   | 300   | 7   | DNS |     |     |     |     |     |     | 9    |
| 17   | Edu Carvalho       | Yamaha   | 300   | 8   |     |     |     |     |     |     |     | 8    |
| 18   | Jeferson de Melo   | Yamaha   | 300   |     |     |     |     | 8   |     |     |     | 8    |
| 19   | Marcos Martins     | Yamaha   | 300   |     |     | 9   |     |     |     |     |     | 7    |
| 20   | Thiago Ferreira    | Yamaha   | 300   |     |     | 10  |     |     |     |     |     | 6    |
| 21   | Cristiano Ornellas | Yamaha   | 300   |     |     | Ret |     |     |     |     |     | 0    |
| 22   | Amauri Monteiro    | Kawasaki | 400   |     |     |     | Ret |     |     |     |     | 0    |
| Pos. | Rider              | Moto     | Clase | SPO | CAS | CGR | SUH | LON | PET | PAR | INT | Pts. |

### Campeonato de Constructores
| Pos. | Constructor | SPO | CAS | CGR | SUH | LON | PET | PAR | INT | Pts. |
| ---- | ----------- | --- | --- | --- | --- | --- | --- | --- | --- | ---- |
| 1    | Kawasaki    | 1   | 1   | 1   | 1   | 1   |     |     |     | 125  |
| 2    | Yamaha      | 7   | 3   | 9   | 6   | 6   |     |     |     | 52   |
| Pos. | Constructor | SPO | CAS | CGR | SUH | LON | PET | PAR | INT | Pts. |

### Sistema de puntuación
Es lícito descartar los tres peores resultados de la temporada.
| Puntuación | 1° | 2° | 3° | 4° | 5° | 6° | 7° | 8° | 9° | 10° | 11° | 12° | 13° | 14° | 15° |
| ---------- | -- | -- | -- | -- | -- | -- | -- | -- | -- | --- | --- | --- | --- | --- | --- |
| Carrera    | 25 | 20 | 16 | 13 | 11 | 10 | 9  | 8  | 7  | 6   | 5   | 4   | 3   | 2   | 1   |

## Cobertura televisiva
Las Carreras de lo Campeonato Brasileño de Superbikes se transmiten por Televisión por Cable incluyendo: ESPN, Fox Sports, Movistar+, CBS Sports y NBC Sports. 

### Cobertura en Brasil
| Transmissão | Transmissão                     |
| ----------- | ------------------------------- |
| Rede CNT    | Narração: Márcio Pozzan         |
| Rede CNT    | Narração: Eduardo Veríssimo     |
| Rede CNT    | Comentários: Duda Pompermayer   |
| Rede CNT    | Comentários: Rafael Pasqualotto |

| Transmissão | Transmissão                   |
| ----------- | ----------------------------- |
| YouTube     | Narração: Alexandre Eiras     |
| YouTube     | Narração: Thiago Fabris       |
| YouTube     | Comentários: Ivar Castagnetti |
| YouTube     | Comentários: Henrique Gava    |

### Otros países
- Colombia: RCN Televisión y RCN HD2
- Portugal: Sport TV
- Reino Unido: BT Sport
- Canadá: Sportsnet
- España: Movistar+
- Hispanoamérica: ESPN y Star+

### Enlaces de transmisión
| Internet (Global) |
| ----------------- |
| YouTube           |
| Motorsport.tv     |
| Facebook          |
| Zoome             |
| Catve.com         |
| Auto Videos       |
| Twitch            |